# Aphanistes heinrichi
Aphanistes heinrichi là một loài tò vò trong họ Ichneumonidae.